# Escena máster
El plano maestro o escena máster es un método cinematográfico en el que la cámara graba una escena entera incluyendo todos los elementos clave, de forma que contiene todos los personajes, acciones y diálogo y tiene sentido por sí misma, con un inicio y un final. Se suele grabar como una toma continua aunque algunas escenas pueden ser divididas en los llamados “mini-másteres”, con tomas más cerradas y utilizando diferentes cámaras.
Suele ser la primera toma que se hace durante la grabación de una escena, siendo de las filmaciones más largas y completas del proceso.
Esta técnica permite partir de esta escena base para añadir la cobertura en el montaje y edición posteriores, de forma que se añaden insertos, planos y otros recursos para enriquecer la escena. Normalmente, la postproducción transforma el plano máster de forma que, en el producto final, se termina usando tan solo una pequeña parte de la grabación. Aquellas escenas en las que se utiliza el máster en su totalidad, se denominan planos secuencia.

## En el cine
Históricamente, la escena máster acostumbraba a ser la toma más importante de cualquier escena. Todas las tomas de cada escena estaban de algún modo vinculadas a aquello que estaba pasando en la escena máster. Esta es una de las razones por la que algunas películas de las décadas del 1930 y 1940 se puedan considerar demasiado teatrales para los estándares del espectador de hoy en día.
Durante las décadas de 1960 y 1970, el estilo de grabación y de edición cambió de forma que las escenas estaban construidas de manera que los planos y ángulos daban más subjetividad e intimidad a las escenas. A día de hoy, la escena máster es todavía un elemento clave en la producción cinematográfica, pero las escenas no se construyen de la misma manera. La escena máster no tiene tanto peso y hay más libertad y variedad creativa en el proceso de edición.